# Polkville (Carolina do Norte)
Polkville é uma cidade localizada no estado norte-americano de Carolina do Norte, no Condado de Cleveland.

## Demografia
Segundo o censo norte-americano de 2000, a sua população era de 535 habitantes.
Em 2006, foi estimada uma população de 533, um decréscimo de 2 (-0.4%).

## Geografia
De acordo com o United States Census Bureau tem uma área de
4,9 km², dos quais 4,9 km² cobertos por terra e 0,0 km² cobertos por água. Polkville localiza-se a aproximadamente 330 m acima do nível do mar.

## Localidades na vizinhança
O diagrama seguinte representa as localidades num raio de 16 km ao redor de Polkville.